# Henriksdal (stacja kolejowa)
Henriksdal (szwedzki: Henriksdals station) – stacja kolejowa na Saltsjöbanan, w Gminie Nacka, w regionie Sztokholm, w Szwecji. Stacja została otwarta 1 kwietnia 1894. 
Znajduje się 2,3 km od stacji metra Slussen i czas jazdy od tej stacji to 3 minuty. Stacja składa się z dwóch peronów krawędziowych (po jednym torze na peron). Pociągi z Slussen kierują się przez Danviksbron, krzyżują się z Sjökvarnsbacken i zatrzymują się na torze nr 1 lub 2, w zależności od dostępności. Następnie kierują się przez Henriksdalstunneln do stacji Sickla. 
Wcześniej istniał tutaj budynek stacyjny z poczekalnią. Budynek dworca został rozebrany 23 marca 1963.  

## Linie kolejowe
- Saltsjöbanan